# Sagan om ringen (film, 1978)
Sagan om ringen är en animerad äventyrsfilm från 1978.

## Om filmen
Sagan om ringen regisserades av Ralph Bakshi. Filmen baseras på de två första böckerna i J.R.R. Tolkiens Sagan om ringen. Filmen kombinerar animerade figurer och bakgrunder med skådespelare, så kallad rotoskopi. Samma teknik har använts i flera av Ralph Bakshis filmer.

## Rollista (urval)
- Christopher Guard – Frodo Bagger (röst)
- William Squire – Gandalf (röst)
- Michael Scholes – Sam Gamgi (röst)
- John Hurt – Aragorn (röst)
- Simon Chandler – Merry (röst)
- Dominic Guard – Pippin (röst)
- Norman Bird – Bilbo Bagger (röst)
- Michael Graham Cox – Boromir (röst)
- Anthony Daniels – Legolas (röst)
- David Buck – Gimli (röst)
- Peter Woodthorpe – Gollum (röst)
- Fraser Kerr - Saruman (röst)
- John A. Neris – Gandalf
- Sharon Baird — Frodo
- Billy Barty — Bilbo/Sam